# Election (film)
Pour le film d'Alexander Payne au même titre, voir L'Arriviste (film, 1999).
Pour les articles homonymes, voir Élection (homonymie).
Série
Election 2
(2006)
Pour plus de détails, voir Fiche technique et Distribution.
Election (黑社會, Hak seh wui) est un film hongkongais réalisé par Johnnie To, sorti en 2005.

## Synopsis
Comme tous les deux ans, l'heure est venue pour les anciens de la plus antique des triades de Hong Kong, la Wo Shing, d'élire son nouveau président. Une sanguinaire rivalité se déchaîne entre les deux candidats à l'élection. Lok, qui bénéficie du respect des oncles, est le favori. Mais son adversaire, Big D, ne s'arrêtera devant rien pour infléchir le cours des choses, y compris remettre en cause des centaines d'années de tradition des Triades et influencer le vote par l'argent et la violence. Une lutte sans merci s'engage lorsque l'antique symbole du pouvoir de la Wo Shing, le Bâton à Tête de Dragon, disparaît. L'affrontement entre les deux clans pour récupérer le Bâton menace de diviser la Wo Shing. La Wo Shing est-elle encore en mesure d'imposer ses méthodes et sa tradition basées sur la fraternité dans l'impitoyable monde des affaires du XXIe siècle ?

## Fiche technique
- Titre : Election
- Titre original : Hak Se Wui
- Réalisation : Johnnie To
- Scénario : Yau Nai-hoi, Yip Tin-shing
- Production : Dennis Law et Johnnie To
- Société de production : Milkyway Image
- Musique : Tayu Lo
- Photographie : Cheng Siu-keung
- Montage :  Patrick Tam
- Décors : Tony Yu
- Pays d'origine : Hong Kong
- Format : Couleurs - 2,35:1 - Dolby Digital - 35 mm
- Genre : Film de gangsters, drame et thriller
- Durée : 101 minutes
- Dates de sortie : 
  -  France : 14 mai 2005 (Festival de Cannes 2005), 3 janvier 2007(sortie nationale)
  -  Hong Kong : 20 octobre 2005

## Distribution
- Nick Cheung : Jet
- Louis Koo : Jimmy
- Tony Leung Ka-fai : Big D
- Simon Yam : Lok
- Cheung Siu-fai : M. So
- Lam Suet : Grosse Tête
- Gordon Lam : Kun
- Wong Tin-lam : oncle Teng
- Tam Ping-man : oncle Cocky
- Maggie Siu : Mme Big D
- Andy On

## Autour du film
- Présenté en compétition officielle au 58e Festival de Cannes (2005), c'est la deuxième année consécutive que le cinéaste y présente un film, puisqu'en 2004 Breaking News faisait partie de la sélection officielle, mais Hors-Compétition.
- Johnnie To tourna dans la foulée Election 2 (Hak se wui yi wo wai kwai), sorti en 2006.

## Distinctions
- Sélection en compétition officielle au Festival de Cannes 2005.
- Gagnant de l'Hong Kong Film Award du meilleur film 2006.